# Joan of Arc (1999)
Joan of Arc é um filme canadense feito para a televisão, dirigido por Christian Duguay.
Produzido em 1999, o filme tentava aproveitar a popularidade de Jeanne d'Arc, de Luc Besson, produzido no mesmo ano. Trata-se de mais uma biografia da "donzela de Orléans", heroína para os franceses, herege para os ingleses.

## Elenco principal
- Leelee Sobieski… Joana d'Arc
- Jacqueline Bisset… Isabelle d'Arc
- Powers Boothe… Jacques d'Arc
- Neil Patrick Harris… o delfim
- Maury Chaykin… sir Robert de Baudricourt
- Olympia Dukakis… Babette
- Jonathan Hyde… duque de Bedford
- Robert Loggia… padre Monet
- Shirley MacLaine… madame de Beaurevoir
- Peter O'Toole… bispo Cauchon
- Maximilian Schell… padre Jean le Maistre